# The Flowers of Romance
The Flowers of Romance (МФА: [ðə ˈflaʊəz əv rəʊˈmæns]) — британская панк-рок-группа, образованная летом 1976 года Джо Фаулой и Сарой Холл. Группа никогда не давала концертов и не выпускала записей, но, как и группы London SS и Masters of the Backside, известна благодаря большому числу участников, ставших позднее знаменитыми: Сид Вишес (Sex Pistols), Кит Левин (ранний состав The Clash, позднее Public Image Ltd), Палома МакЛарди и Вив Альбертайн (The Slits).

«...всё лето мы провели в том ужасном сквоте; у нас была каждодневная дисциплина. Было очень сложно, ведь я практически не умела играть... это была чисто «комнатная» группа. Мы играли песни Ramones, не в состоянии даже держать ритм. Сид сначала пел, а потом взялся ещё и за саксофон. Выглядели мы оригинально, так что нас много интервьюировали, но в сущности мы ничего не делали и почти не умели играть» — Вив Альбертайн.
Оригинальный текст (англ.)...we spent all summer in this horrible squat, every day, we did have discipline. It was so hard because I could hardly play... It was a bedroom band...We played Ramones songs, and couldn't keep time. Sid went from singer to also playing sax. It was a bunch of interesting  looking people so we'd get interviewed and we'd never done anything  and could hardly play...

## Состав группы
- Сид Вишес — вокал, саксофон
- Кит Левин — гитара
- Вив Альбертайн — гитара
- Джо Фаула — гитара
- Марко Пиррони — гитара
- Сара Холл — бас-гитара
- Палома МакЛарди — ударные